# Legends of the Superheroes
Legends of the Superheroes is de verzamelnaam voor twee tv-specials van elk 1 uur gebaseerd op de animatieserie Super Friends. De specials werden geproduceerd op video.

## Cast
De cast bestond uit Adam West en Burt Ward in hun rollen van Batman en Robin uit de Batman televisieserie. Verder kwamen er veel andere helden van DC Comics in voor zoals Garrett Craig als Captain Marvel, Howard Murphy als Green Lantern, Bill Nuckols als Hawkman, Barbara Joyce als The Huntress, Rod Haase als Flash, Alfie Wise als The Atom en Danuta Wesley als de Black Canary.
Superman en Wonder Woman stonden ook gepland voor de specials, maar deden niet mee in de serie omdat beide op hetzelfde moment al elders gebruikt werden: van Superman werd een film gemaakt, en Wonder Woman had nog altijd haar eigen televisieserie.

### Gastrollen
Een paar noemenswaardige gastrollen in de specials zijn Frank Gorshin als Riddler (een rol die hij ook speelde in de Batman televisieserie met Adam West), Howard Morris als Dr. Sivana, Gabriel Dell als Mordru, Charlie Callas als Sinestro, Jeff Altman als de Weather Wizard, Ruth Buzzi als Aunt Minerva, Mickey Morton als Solomon Grundy, June Gable als Rhoda Rooter, Pat Carroll als Hawkmans moeder, A'leshia Brevard als Giganta, William Schallert als Scarlet Cyclone (die in de specials meer bekendstond als "Retired Man") en Brad Sanders als "Ghetto Man".

## Afleveringen

### The Challenge
Deze eerste aflevering was een avontuur waarin de helden Dr. Sivana’s doomsdaybom moeten stoppen, met slapstickachtige situaties.

### The Roast
Een show over de superhelden gepresenteerd door Ed McMahon.